# كايكي فرانكا
كايكي فرانكا (بالبرتغالية: Caíque França Godoy‏) هو لاعب كرة قدم برازيلي في مركز حراسة المرمى، ولد في 3 يونيو 1995 في ساو باولو في البرازيل. لعب مع نادي كورينثيانز.

## وصلات خارجية
- كايكي فرانكا على موقع قاعدة بيانات كرة القدم.إي يو (الإنجليزية)
- كايكي فرانكا على موقع Soccerway.com (الإنجليزية)
- كايكي فرانكا على موقع عالم كرة القدم.نت (الإنجليزية)